# Sede titolare di Isso
Isso (in latino Issensis) è una sede titolare della Chiesa cattolica, istituita nel XIX secolo e soppressa nel 1946.

## Storia
Isso, nota per la famosa battaglia combattuta da Alessandro Magno nel 333 a.C., non fu mai una sede episcopale e non compare nella Notitia episcopatuum del patriarcato di Antiochia tra le suffraganee dell'arcidiocesi di Tarso in Cilicia, come aveva già scritto Siméon Vailhé nella Catholic Encyclopedia nel 1910.
Il primo a fare di Isso una sede episcopale fu Biagio Terzi di Lauria nella sua Siria sacra, nella quale documenta l'esistenza di un vescovo di nome Achele, che avrebbe sottoscritto la lettera dei vescovi della Cilicia all'imperatore nel 458. Di fatto però nessun vescovo con questo nome appare nel documento citato da Terzi di Lauria.
Altri eruditi successivi hanno scritto della sede episcopale di Isso, tra cui Gaetano Moroni nel suo Dizionario di erudizione storico-ecclesiastica nel 1846. L'autore aggiunge che la sede Hyssensis è un titolo vescovile in partibus infidelium conferito dalla Santa Sede.
Gli Annuari pontifici iniziano a pubblicare gli elenchi delle sedi titolari solo a partire dalla metà del XIX secolo e nel volume del 1859 compare per la prima volta il titolo Hyssenus, Issa in Siria.
Incerta è l'assegnazione del primo titolare. Nel 1882 è nominato vescovo Hypsopolitanus in Frigia Wenceslao Oñate, vescovo coadiutore del vicariato apostolico del Tonchino centrale (oggi diocesi di Bùi Chu in Vietnam). Tuttavia, a partire dall'Annuario pontificio del 1885, a questo stesso vescovo è assegnato il titolo Issenus in Cilicia, che mantiene fino alla morte nel 1897.
Seguono altri tre titolari di Isso: James Dominic Murray, vicario apostolico di Cooktown (oggi diocesi di Cairns in Australia); Abraham Aguilera Bravo, vicario apostolico di Magellano (oggi diocesi di Punta Arenas in Cile); e Theodor Buddenbrock, vicario apostolico di Lanchowfu (oggi arcidiocesi di Lanzhou in Cina).
Il titolo di Isso, la cui soppressione fu annunciata nel 1934, fu effettivamente soppresso quando Buddenbrock fu nominato arcivescovo di Lanzhou nel 1946.

## Cronotassi dei vescovi titolari
- Wenceslao Oñate, O.P. † (18 settembre 1882 - 23 giugno 1897 deceduto)
- James Dominic Murray, O.S.A. † (28 marzo 1898 - 13 febbraio 1914 deceduto)
- Abraham Aguilera Bravo, S.D.B. † (22 dicembre 1916 - 24 ottobre 1924 nominato vescovo di San Carlos de Ancud)
- Theodor Buddenbrock, S.V.D. † (18 dicembre 1924 - 11 aprile 1946 nominato arcivescovo di Lanzhou)